# Lecionário 2005
O Lecionário 2005 (designado pela sigla ℓ 2005 na classificação de Gregory-Aland) é um antigo manuscrito do Novo Testamento, paleograficamente datado do Século X d.C.[a]
Este codex contém algumas lições dos evangelhos (conhecido como Evangelistarium), entretanto o manuscrito encontra-se muito fragmentado.[a]. Foi escrito em grego, e actualmente se encontra no Museu da Bíblia da Universidade de Münster (fóliio 1) e o restante do manuscrito está no Museu Bizantino, em Atenas.